# NGC 4230
NGC 4230 is een open sterrenhoop in het sterrenbeeld Centaur. Het hemelobject werd op 5 april 1837 ontdekt door de Britse astronoom John Herschel.